# Maria Mercè Roca i Perich

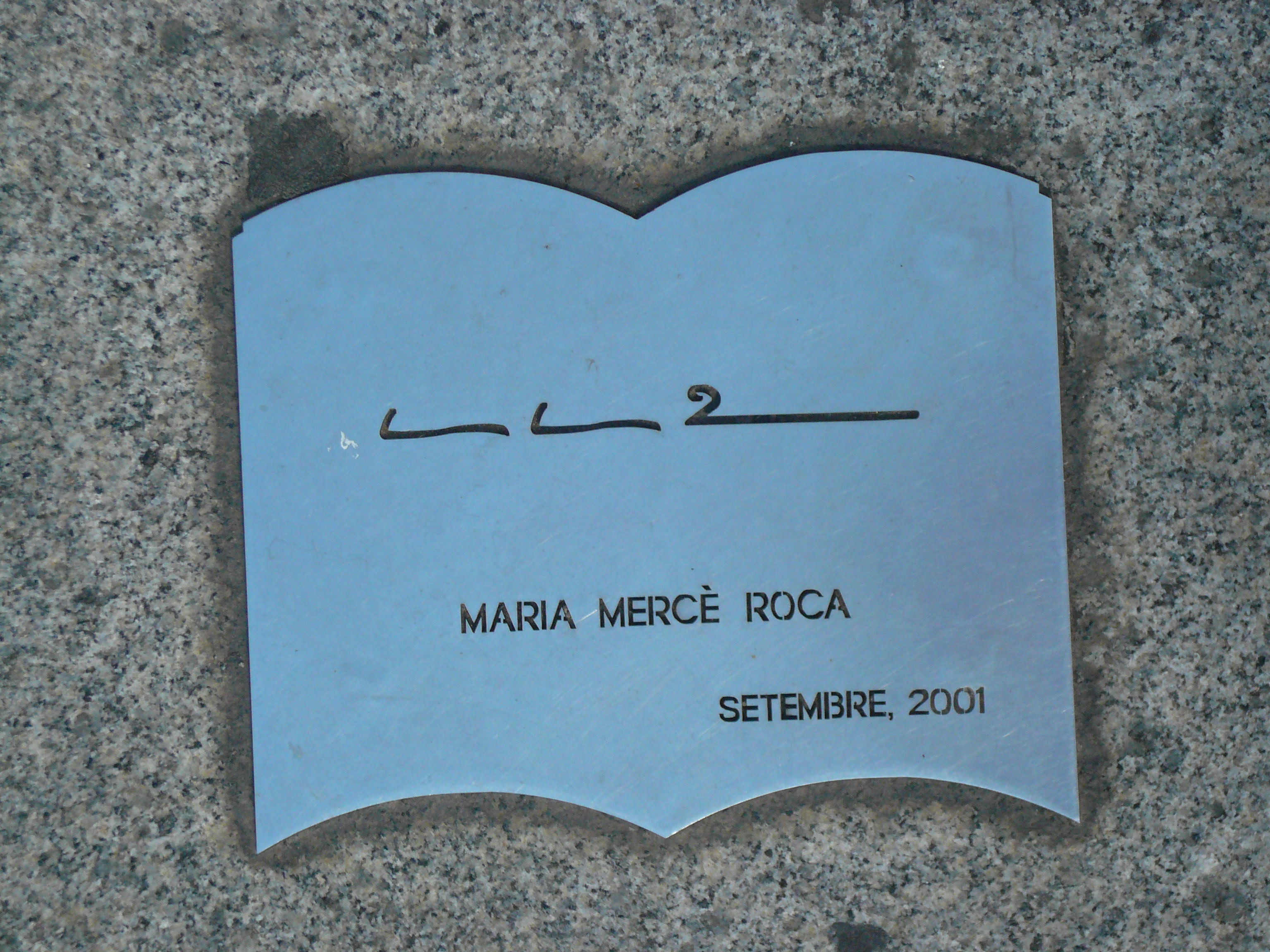
Placa amb la signatura de Maria Mercè Roca al peu del Monument al llibre de Barcelona

Maria Mercè Roca i Perich (Portbou, Alt Empordà, 19 de juliol de 1958) és una escriptora i política catalana. Fou diputada al Parlament de Catalunya i regidora a l'Ajuntament de Girona per Esquerra Republicana de Catalunya. Des de maig de 2022 és la Degana de la Institució de les Lletres Catalanes.

## Biografia

### Trajectòria professional
Als setze anys se'n va anar a estudiar a Girona, on acabaria fixant la residència. Tot i que no va completar els estudis de filologia catalana, va exercir molts anys la docència del català per a adults. A mitjans dels anys 80 es va incorporar al panorama literari català guanyant el Premi Víctor Català. Continuaria l'activitat literària amb una abundant producció de contes, novel·les i, fins i tot, el guió del serial televisiu Secrets de família, emès per TV3. La seva carrera no ha estat exempta de reconeixement, en forma d'altres premis literaris i de traduccions al castellà, al basc, al francès, a l'alemany i al neerlandès. Algunes de les seves obres més reconegudes són Delictes d’amor, Premi Ramon Llull el 2000, Cames de seda, Els arbres vençuts, Nosaltres les dones. També en l’àmbit de la LIJ destaquen obres com Pioneres o Mil revolts, que va rebre el Premi Barcanova el 2012. Col·labora regularment en diversos mitjans de premsa, ràdio i televisió.
Fou vicepresidenta pel Principat de l'Associació d'Escriptors en Llengua Catalana de 2011 a 2015.

### Trajectòria política
Va ser una de les impulsores de la plataforma Sobirania i Progrés. Activa en política, ha estat diputada al Parlament de Catalunya -on ha estat presidenta de la Comissió de Cultura (2007-2010)- per Esquerra Republicana entre el 2003 i el 2010, els tres primers anys com a membre de l'associació Catalunya 2003.
Va ser candidata a l'alcaldia de Girona per ERC a les eleccions municipals del 2015, on aconseguí quatre regidors, una dels quals fou Maria Mercè. A l'abril de 2018 anuncià que no seria candidata municipal a les eleccions municipals de 2019. El 23 de maig de 2019, a tres dies de les eleccions municipals, va anunciar que abandonava la militància a Esquerra Republicana per, segons ella, «el tracte deslleial que el partit ha tingut amb el grup municipal d'ERC-MES a la ciutat de Girona».

## Obra

### Narrativa breu
- 1986 Ben estret
- 1986 Sort que hi ha l'horitzó
- 1987 El col·leccionista de somnis
- 1988 La veu del foc
- 1988 Capitells
- 1994 L'escrivent i altres contes
- 2001 Contes personals: Tria a cura de Carles Cortès
- 2006 Kenitra
- 2018 Nosaltres les dones. Llibre de contes

### Novel·la
- 1987 Els arbres vençuts
- 1987 El present que m'acull
- 1988 Perfum de nard
- 1988 Com un miratge
- 1990 La casa gran
- 1990 Temporada baixa
- 1992 Greuges infinits
- 1993 Cames de seda
- 1998 L'àngel del vespre
- 1999 Temps de perdre
- 2000 Delictes d'amor
- 2002 Una mare com tu
- 2003 L'últim tren
- 2005 Els dies difícils
- 2011 Bones Intencions
- 2020 L'Anita i el llebrer (La Galera), novel·la infantil sobre l'amistat entre una nena i el seu gos, il·lustrat per Anna Baquero[6]
- 2023 Marí

### No ficció
- 2001 El món era a fora (entrevistes)
- 2005 Coses que fan que la vida valgui la pena

## Premis i reconeixements
- 1984 Just M. Casero per Vestit de verd i blanc[7]
- 1985 Recvll per Veus de dona[7]
- 1985 Víctor Català per Sort que hi ha l'horitzó
- 1986 Josep Pla per El present que m'acull
- 1992 Sant Jordi per Cames de seda
- 2000 Ramon Llull per Delictes d'amor
- 2012 Premi Barcanova per Mil revolts